# براکو
براکو (انگلیسی: Bracco) شرکت صنایع شیمیایی ایتالیایی است، که در سال ۱۹۲۷ تأسیس شد.